# Lindemanfjord
De Lindemanfjord is een fjord in het Nationaal park Noordoost-Groenland in het oosten van Groenland, vernoemd naar Moritz Karl Adolf Lindeman (1923-1908).

## Geografie
De Lindemanfjord is een fjord die als baai begint (vanaf zee gezien) en de laatste twintig kilometer als fjord vervolgt. Hij mondt ten zuidoosten van het eiland Kuhn Ø uit in de Hochstetterbaai. De fjord is ongeveer west-oost georiënteerd en heeft naar het noorden een zijtak: de Fligelyfjord.
In het westelijke verlengde van de fjord ligt het Svejstrupdal. Via dit dal wateren meerdere gletsjers af, waaronder de Tvegegletsjer.
Ten noordoosten van de fjord ligt het eiland Kuhn Ø, ten zuidoosten het Wollaston Forland, ten zuidwesten het A.P. Olsenland en ten noordwesten het Th. Thomsenland.